# 러빙 대 버지니아 사건
러빙 대 버지니아 사건(Loving v. Virginia)은 미국 연방대법원의 유명한 판례이다. 버지니아주는 흑인과 백인간 결혼하는 것을 금지하는 법이 있었는데 연방대법원은 이법을 위헌판결을 내렸다. 인종에 따른 차별은 위헌의 의심이 가는 차별(supect classification)으로 엄격심사가 적용된다고 확립하였다.

## 같이 보기
- 러빙 (2016년 영화)